# Сидорович, Александр Владимирович
Александр Владимирович Сидорович (род. 1942) — экономист, доктор экономических наук, профессор, директор Казахстанского филиала МГУ, проректор МГУ (с 1996 по 2006 год).

## Биография

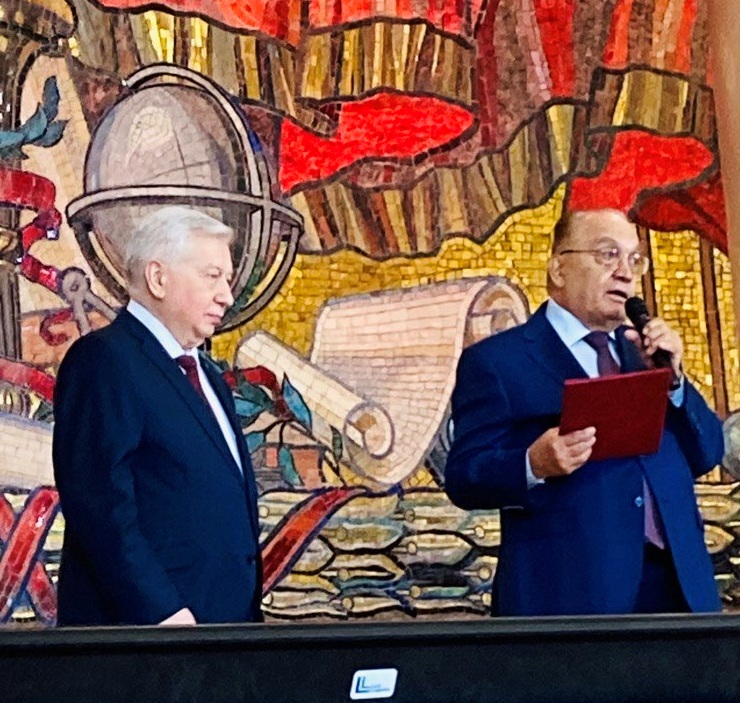
Поздравление А. В. Сидоровича с юбилеем

### Образование
- 1970 год — окончил экономический факультет МГУ;
- с 1970 по 1972 год — обучался в аспирантуре экономического факультета МГУ.

### Научная работа
Основные направления научной деятельности: методологические проблемы экономической теории, анализ экономических систем, теория и практика национальной экономики, теория общественного воспроизводства, экономические отношения между странами СНГ, переходная экономика.
- 1973 год — защитил диссертацию «Экономическая природа фонда возмещения в социалистическом воспроизводстве», получил на степень кандидата экономических наук;
- 1986 год — защитил диссертацию «Национальное богатство при социализме» на степень доктора экономических наук;
- Автор более 200 научных работ, в том числе 2 монографий и 5 учебно-методических пособий по экономической теории[1];
- Подготовил 20 кандидатов наук и 10 докторов наук.

### Учёное звание
- 1990 год — присвоено учёное звание профессора[2].

### Работа
- с 1972 года — работает в Московском государственном университете в должностях: ассистент, доцент, профессор;
- с 1976 года по 1983 год — заместитель декана, и. о. декана экономического факультета МГУ;
- с 1988 по 2013 год — заведующий кафедрой экономической теории Института повышения квалификации и переподготовки МГУ;
- с 1992 по 2000 год — директор Центра подготовки Московского университета и института Всемирного банка;
- с 1996 по 2006 год — проректор МГУ по международному сотрудничеству[3];
- с 1998 года — генеральный секретарь, председатель исполкома Евразийской ассоциации университетов;
- с 2001 года — директор Казахстанского филиала МГУ.

## Награды
- 1970 год — Лауреат Всесоюзного конкурса студенческих работ;
- 2005 год — Медаль ордена «За заслуги перед Отечеством» II степени;
- 2011 год — Орден Дружбы Республики Казахстан II степени;
- 2013 год — Орден Почёта;
- 2004 год — почётный работник образования Республики Казахстан;
- 2006 год — Заслуженный профессор Московского университета;
- 2017 год — Почётный работник высшего профессионального образования Российской Федерации;
- 2022 год — Нагрудный знак МИД России «За взаимодействие» (2022, Министерство иностранных дел Российской Федерации)[4];
- 2022 год — Орден «Парасат» (Казахстан)[5].